# La Mujer (revista)
La Mujer fue la primera revista femenina ecuatoriana, fundada por Zoila Ugarte en 1905 con el subtítulo Revista Mensual de Literatura y Variedades. Se publicaba: Reseñas históricas, poesía, cuentos, opiniones políticas y se comentaba abiertamente la desigualdad de derechos para las mujeres de la época.

## Historia
El primer número de la Revista aparece el 15 de abril de 1905, con una extensión de 32 páginas; las publicaciones fueron anónimas y la editorial fue redactada por la fundadora Zoila Ugarte; donde plasma su protesta por el lugar de la mujer en la sociedad, la equidad de género y sobre todo el acceso a la educación:

Al bautizar nuestro periódico con el nombre de «La Mujer», manifestamos claramente que es a la bella mitad del género humano a quien lo dedicamos... Trabajaremos por ella, y para ella. No pediremos nada que ataque los derechos ajenos; queremos solamente que se la coloque en su puesto, o más bien que se coloque allí, ella misma, por el perfeccionamiento de todas sus facultades... Las mujeres, como los hombres poseemos un alma consciente, un cerebro pensador, fantasía creadora...
Editorial por Zoila Ugarte de Landívar -Revista "La Mujer" (1905)

Desde la segunda publicación, en cada artículo se incluyó el nombre de la autora.
Aparecieron solo seis números de la revista, ya que en varias ocasiones la imprenta fue clausurada por petición de varios sectores sociales, en especial de la Iglesia católica, por sus comentarios sufragistas y feministas. Su última publicación fue en octubre de 1905.

## Colaboradoras
Las colaboradoras más destacadas de la revista fueron:
- María Natalia Vaca
- Mercedes González de Moscoso
- Isabel Donoso de Espinel
- Lastenia Larriva de Llona
- Ana María Albornoz
- Josefina Veintemilla
- Dolores Sucre
- Delia C. de González